# 53. (srednjebosanska) divizija (NOVJ)
53. (srednjebosanska) divizija je bila partizanska divizija, ki je delovala v sklopu NOV in POJ v Jugoslaviji med drugo svetovno vojno.
Ustanovljena je bila julija 1944.